# Jaú do Tocantins
Jaú do Tocantins é um município brasileiro do estado do Tocantins.

## História
A povoação que deu origem a cidade de Jaú do Tocantins teve início no ano de 1968 com a transferência da Escola Estadual Cristino Sales, que até então funcionava no arraial do Grafite, à margem do Rio Almas, para as margens do córrego Jaú. A ideia de transferência da escola supracitada para outra localidade surgiu devido à redução de alunos naquela região e de outros fatores que inviabilizava sua continuidade naquela localidade. Com isso, o Sr. Justiniano Oliveira Souto, então professor daquela escola, liderou um movimento juntamente com os pais e moradores das margens e região do córrego acima citado, no sentido de transferirem a escola já existente para uma localidade que possibilitasse o acesso dos filhos dos moradores da região, uma vez que nela havia uma grande quantidade de crianças sem escolarização. Os pais interessados, moradores nesta região naquele tempo eram os Senhores Manoel Correia Miranda, Alexandre Francisco Soares, Manoel Dias de Farias, Joaquim Dias de Farias e Luis Soares de Queiroz, dentre outros. Após fazer uma análise detalhada da região o professor Justiniano Oliveira Souto entendeu que o local adequado para a instalação da escola seria a margem direita do córrego Jaú, que por ser bem centralizado facilitaria o acesso de maior número de crianças da região. Então o senhor Gesi Alves de Morais, proprietário da fazenda escolhida, doou uma gleba de terras, para a edificação do prédio escolar. Para dar início às atividades os pais fizeram um mutirão, carregando o material em carro de bois e construíram um barracão de palha, bem próximo às margens do córrego aqui já mencionado. Esta construção teve início no dia 2 de fevereiro de 1969. Enquanto estes trabalhos iam sendo realizados, a escola em questão foi deslocada provisoriamente para Fazenda Cachoeira. As aulas tiveram início na nova escola em 16 de junho de 1969, na gestão do prefeito de Peixe, Sr. Olegário Dias Pinheiro. A criação da escola motivou o surgimento de uma povoação em seu entorno, pois muitas famílias ali se instalaram para que seus filhos pudessem estudar. O desenvolvimento da pecuária e agricultura, construção de pontes e a descoberta de garimpos na região, também contribuíram para o aumento da povoação. Alguns anos depois, na gestão de um novo prefeito do município de Peixe, Sr. Wadson Figueira, um novo prédio foi construído e inaugurado no dia 28 de janeiro de 1974. Essa unidade escolar recebeu a denominação de Escola Reunida Pedro Luiz Bonfim, graças à intercessão do vereador da região, Sr. Darci Cunha Soares. O nome foi dado em homenagem, a um líder político da região.

## Geografia
Localiza-se a uma latitude 12º39'18" sul e a uma longitude 48º35'36" oeste, estando a uma altitude de 365 metros. Sua população estimada em 2022 era de 3.334 habitantes.
O Município de Jaú do Tocantins faz limite: ao Norte com Peixe-TO, ao Sul com Montividiu-GO e Minaçu-GO, ao Leste com São Salvador do Tocantins-TO e Palmeirópolis-TO e ao Oeste com Peixe-TO, Talismã-TO e Porangatu-GO. Está localizada a margem direita do Rio Santa Tereza e a esquerda do Rio Almas, paralelo 13, na Região Central do Sul do Estado do Tocantins, que é integrante da Região Norte do Brasil. Com uma área de 2.173,04 km², Se encontra no PARALELO 13 e localiza-se a porção Central Sul do Estado do Tocantins, que é integrante da Região Norte do Brasil. Com população estimada de 3.334 de 2022.
Turismo

### Águas termais de Jaú do Tocantins chegam a 37 °C
O município de Jaú do Tocantins, distante 378 km de Palmas, reserva ao visitante belas opções de lazer e visitação. Uma delas é a Fonte Termal Magdal, Gruta Boa Vista e Praia do Caldeirão são alguns dos pontos turísticos de Jaú do Tocantins. As águas termais de Jaú fica no perímetro da fazenda Poço de Caldas a 12 quilômetros do dentro da cidade, as águas brotam de três poços e podem atingir até 37 graus Celsius. Devido a falta de grandes investimentos e estar distantes dos grandes centros a fazenda possui infraestrutura modesta para receber os turistas e curiosos que frequentam o lugar. FONTE: Governo do Tocantins